# ويلف فيلد
ويلف فيلد هو لاعب هوكي الجليد كندي، ولد في 29 أبريل 1915، وتوفي في 17 مارس 1979.

## وصلات خارجية
- ويلف فيلد على موقع دوري الهوكي الوطني (الإنجليزية)
- ويلف فيلد على موقع قاعة مشاهير الهوكي (لاعب أن.إتش.أل) (الإنجليزية)
- ويلف فيلد على موقع EliteProspects.com (الإنجليزية)
- ويلف فيلد على موقع HockeyDB.com (الإنجليزية)
- ويلف فيلد على موقع Hockey-Reference.com (الإنجليزية)